# Chiers
Chiers (nemško Korn) je 112 km dolga reka, ki teče po ozemlju Luksemburga, Belgije in Francije, nakar se izlije v reko Meuse.